# Pterocarya

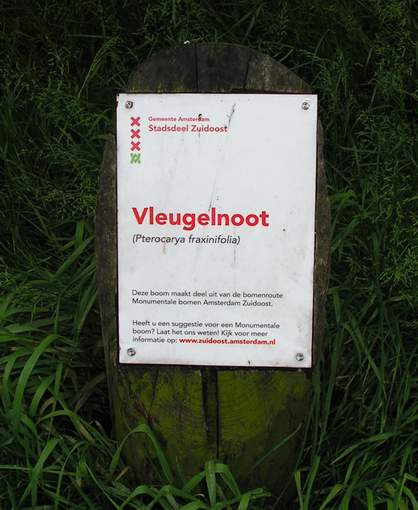
Pterocarya fraxinifolia (Vleugelnoot) Amsterdam Zuid-Oost

Pterocarya is de botanische naam van een geslacht van bladverliezende bomen uit de okkernootfamilie (Juglandaceae). Het geslacht komt van nature voor in Azië, maar wordt in Nederland vaak aangeplant, onder de naam Vleugelnoot. De wetenschappelijke geslachtsnaam is afgeleid van de Oudgriekse woorden πτερόν, pteron = vleugel en κάρυον, karuon = noot.

## Kenmerken
De bladeren zijn 20–45 cm lang en geveerd in elf tot vijfentwintig deelblaadjes. De twijgen hebben laddermerg dat ook voorkomt bij Juglans.
De bloemen zijn eenslachtig en hangen in katjes. De katjes rijpen in zes maanden en zijn dan 15–45 cm lang. Elk draagt dan twintig tot tachtig zaadjes.

## Soorten
Er zijn ongeveer zes soorten, waarvan er vijf in China voorkomen:
- Pterocarya fraxinifolia (Poir.) Spach.- 'Kaukasische vleugelnoot'[1]. Deze komt van nature voor in de Kaukasus en de Elboers.
- Pterocarya hupehensis - 'Hubei vleugelnoot' komt uit Centraal-China.[2]
- Pterocarya macroptera - 'Grootbladige vleugelnoot'. West- en Zuidwest-China[2].
- Pterocarya rhoifolia - 'Japanse vleugelnoot'. Japan, Oost-China (Shandong)[2].
- Pterocarya stenoptera - 'Chinese vleugelnoot'. China[2].
- Pterocarya tonkinensis - 'Tonkin vleugelnoot'. zuidelijk China (Yunnan), Indo-China[2].

Een andere uit China afkomstige boom, de wielvleugelnoot (met gelijksoortig gebladerte en met een ongewoon ronde vleugel rond de noot, in plaats van twee vleugels aan de zijden, vroeger Pterocarya paliurus genoemd), is nu naar een nieuw geslacht verplaatst als Cyclocarya paliurus.

## Ecologie
De bomen in dit geslacht zijn waardplant voor de houtwesp Tremex fuscicornis.

## Toepassingen
Vleugelnoten zijn aantrekkelijke, grote, en snelgroeiende bomen. Incidenteel worden ze in parken en grote tuinen aangeplant.
Pterocarya fraxinifolia is buiten Azië de meest aangeplante boom. De hybride Pterocarya ×rehderiana (een kruising tussen Pterocarya fraxinifolia en Pterocarya stenoptera) groeit zelfs nog sneller en wordt af en toe aangeplant voor houtproductie. Het hout is van goede kwaliteit, hoewel niet even dicht en sterk als notenhout.

## Fossiel voorkomen
Het pollen en de zaden van Pterocarya zijn in Europa bekend uit het Plioceen en verschillende interglacialen van het Pleistoceen. Na het Holsteinien sterft Pterocarya in Europa uit.

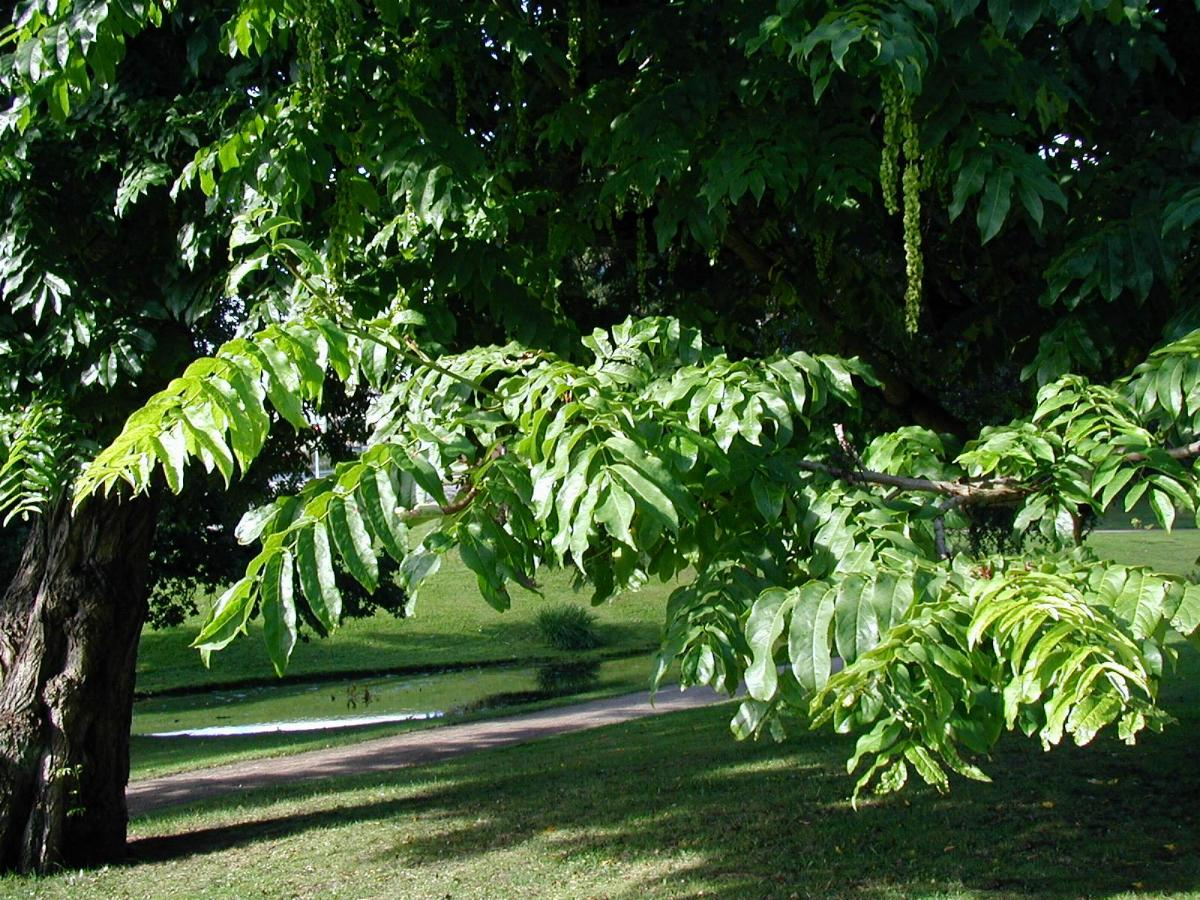
Pterocarya fraxinifolia
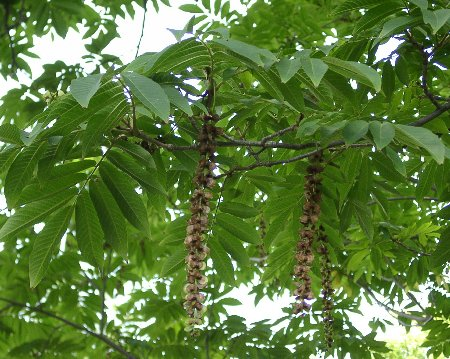
Pterocarya rhoifolia
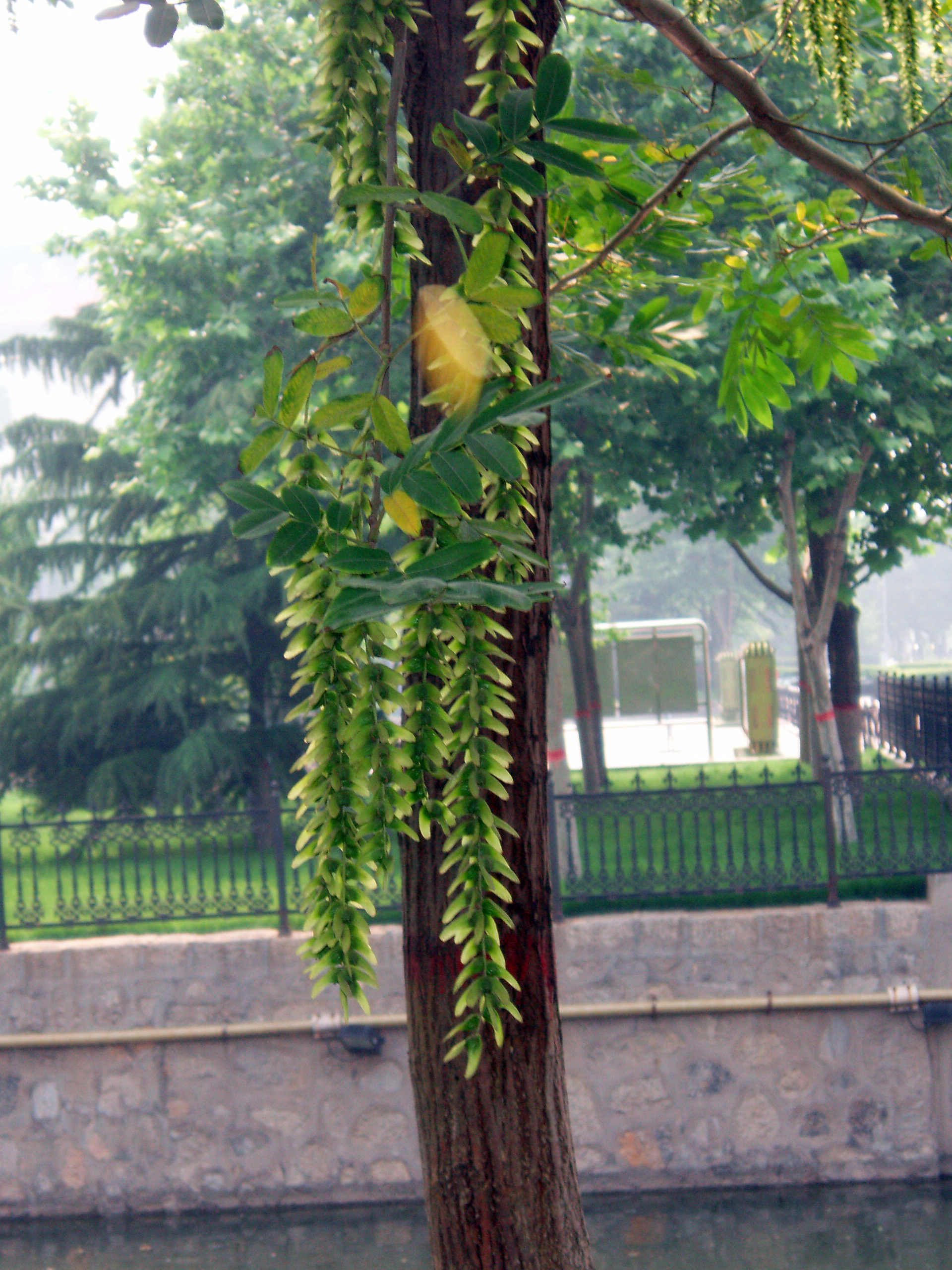
Pterocarya stenoptera